# クロサギ (2006年のテレビドラマ)
『クロサギ』は、2006年4月14日から6月23日まで毎週金曜日22:00 - 22:54に、TBS系の「金曜ドラマ」枠で放送された日本のテレビドラマ。主演は山下智久で、漫画作品『クロサギ』を原作とする。本作品は、山下の初単独主演作でもあった。
2008年3月8日に、続編となる『映画 クロサギ』が公開された。
2022年8月19日、同年10月期のTBS金曜ドラマ枠での再ドラマ化が発表された。

## キャスト

### 主要人物
主人公
- 黒崎（クロサギ） - 山下智久

政和大学
- 吉川氷柱（法学部学生） - 堀北真希
- 三島ゆかり（文学部学生） - 市川由衣
- 大沢夕有子（法学部大学院生） - 麗菜

黒崎家
- 黒崎遼一（黒崎の父） - 杉本哲太

上野東警察署
- 神志名将（キャリア刑事） - 哀川翔
- 桃山哲次（ノンキャリア刑事） - 田山涼成

レストランバー「桂」
- 桂木敏夫（桂のオーナー・詐欺師業界の大黒幕） - 山﨑努
- 早瀬真紀子（桂木の助手） - 奥貫薫

その他
- 白石陽一（シロサギ） - 加藤浩次

### ゲスト
第一話 「詐欺師を騙す詐欺」（財団融資詐欺）
- 新川波江（シロサギ） - 杉田かおる（友情出演）（最終話にも出演）
- 松村圭祐（氷柱の叔父） - 尾美としのり
- 松村靖子（圭祐の妻） - 仁藤優子
- 松村一馬（圭祐と靖子の息子） - 澁谷武尊
- 黒崎の妹 - 小林愛里香
- 新川の手下 - 武野功雄
- 新川の手下 - 亀井彰夫
- シロサギ - 篠田薫、浜田道彦
- 銀行員 - 福地香代
- のむらゆみ、浅野昭子、吉川史樹

第二話 「親友の姉は結婚詐欺」（結婚詐欺）
- 田辺美咲（アカサギ〈結婚詐欺師〉） - 小沢真珠
- 田辺智（アカサギ〈結婚詐欺師〉・美咲の弟） - 小山慶一郎
- カモ（被害者） - 小林すすむ
- 宗村嘉映、井上舞妃子、成田志織、山崎静香

第三話 「5千万ダイヤの行方」（宝石詐欺）
- 清水忠幸（シロサギ〈宝石詐欺師〉） - 堺正章
- 相馬崇（ホワイトリリーブライダルのウェディングマネージャー） - 桐谷健太
- 仲村敦子（被害者） - 高橋真唯
- 若尾桂子、増本庄一郎、上條公太郎、林佐絵、カラサワイサオ

第四話 「最強の敵黒崎ピンチ」（大企業詐欺）
- 江口一郎（角菱建設常務） - 小野武彦
- 八十田勇一、渡部雄作、春木珠和、紫乃、山縣有斗、赤堀雅秋、秋下幸恵、大矢敦子、滝沢優奈、福地亜紗美、清水綋治

第五話 「恋人の父親を騙し返せるか?」（ブランド詐欺）
- 吉川辰樹（氷柱の父） - 泉谷しげる
- 吉川みどり（氷柱の母） - 永島暎子
- 郷戸孝之（シロサギ〈ブランド詐欺師〉） - 田中要次
- 八十田勇一、山崎直子、成田志織、山崎静香

第六話 「ライバル神志名刑事の過去」（共済組合詐欺）
- 佐多博道（シロサギ〈ネズミ講詐欺師〉・にしきさらづ共済組合理事長） - 黒沢年雄
- 佐多の秘書 - 半海一晃
- 神海貴志（西木更津信用金庫の社長の息子） - 飯尾和樹
- 神海の彼女 - 小松彩夏
- 平海一晶、樋渡真司、増本庄一郎、小林加奈、よしのよしこ、かとうけいこ、宮崎裕子、菊地由希子、野口すみえ、カラサワイサオ

第七話 「老人を騙す霊能力詐欺と対決」（霊感商法詐欺）
- 神代正人（シロサギ〈霊感商法詐欺師〉） - 和泉元彌
- 玉城くら（被害者） - 内海桂子
- 玉城聡美（くらの娘） - 長谷川真弓
- 高橋佳子（神代の愛人） - 原田夏希
- 片岡富枝、谷津勲、杉村暁、長谷川公彦、藤那有子、須藤典子、安藤なつ、菅原純、高橋初花、水嶋愛、津野富彦、水島夢、酒向信次

第八話 「欠陥住宅詐欺の恨み」（欠陥住宅詐欺）
- 榊原正（シロサギ〈不動産詐欺師〉・協創住宅住宅事業部課長） - 鶴見辰吾
- 星谷澄子（黒崎に詐欺の情報を売る女・白石陽一の同級生） - 大塚寧々
- 西村清孝、森山米次、瀬戸将哉、藤本浩二

第九話 「元女優の詐欺師と演技比べ」（なりすまし詐欺）
- 冴島裕子（シロサギ〈身分詐称詐欺師〉） - 片平なぎさ
- 辻本ひろみ（夕有子の祖母） - 白川由美
- 渡辺寛二、児玉頼信、藤田清二、西原純、野村恵理、カラサワイサオ

第十話 「黒崎に逮捕状」（通信販売詐欺）
- 江守公子（シロサギ〈内職詐欺師〉・通信販売会社社長） - いしだあゆみ
- 江守の部下 - 松村邦洋
- シロサギ - 夏原武（特別出演・原作者）
- 伊藤雅子、関塚裕二、鼓太郎、菅野久夫、鳥居みゆき、畑俊樹、山口愛、渡邉奏人

第十話と最終話の両方にゲスト出演している俳優
- 水野可南子（被害者） - 松居直美
- 水野孝雄（可南子の夫） - 二反田雅澄
- 春日公義（シロサギ〈フランチャイズ・チェーン詐欺師〉） - 萩原聖人
- 御木本篤（シロサギ・黒崎遼一を騙した） - 岸部シロー（第一話にも出演）

最終話 「さよなら黒崎」（フランチャイズ・チェーン詐欺）
- 春日に騙されかけたどこかの社長 - みのもんた（友情出演）
- 刑事 - 篠崎絵里子（特別出演・脚本家）
- 新川波江（シロサギ・黒崎を詐欺罪で訴えるが訴えを取り下げる） - 杉田かおる（友情出演）
- 草野康太、鼓太郎、村松利史、草薙良樹、山口愛、渡邉奏人

## スタッフ
- 原作 - 黒丸、夏原武「クロサギ」（小学館刊）
- 脚本 - 篠崎絵里子
- 音楽 - 山下康介
- 演出 - 石井康晴、平野俊一、武藤淳、大岡進
- 主題歌 - 山下智久「抱いてセニョリータ」（ジャニーズ・エンタテイメント）
- プロデューサー - 伊與田英徳、松原浩（TBS）
- 制作 - TBSテレビ
- 製作著作 - TBS

## 放送日程
| 話数                                                       | 放送日  | サブタイトル               | 詐欺                           | 演出     | 視聴率 |
| ---------------------------------------------------------- | ------- | -------------------------- | ------------------------------ | -------- | ------ |
| 第一話                                                     | 4月14日 | 詐欺師を騙す詐欺           | 財団融資詐欺                   | 石井康晴 | 18.8%  |
| 第二話                                                     | 4月21日 | 親友の姉は結婚詐欺         | 結婚詐欺                       | 石井康晴 | 16.9%  |
| 第三話                                                     | 4月28日 | 5千万ダイヤの行方          | 宝石詐欺                       | 武藤淳   | 16.0%  |
| 第四話                                                     | 5月05日 | 最強の敵 黒崎ピンチ        | 大企業詐欺                     | 平野俊一 | 16.7%  |
| 第五話                                                     | 5月12日 | 恋人の父親を騙し返せるか？ | ブランド詐欺                   | 石井康晴 | 12.7%  |
| 第六話                                                     | 5月19日 | ライバル神志名刑事の過去   | 共済組合詐欺                   | 武藤淳   | 16.4%  |
| 第七話                                                     | 5月26日 | 老人を騙す霊能力詐欺と対決 | 霊感商法詐欺                   | 平野俊一 | 12.3%  |
| 第八話                                                     | 6月02日 | 欠陥住宅詐欺の恨み         | 欠陥住宅詐欺                   | 石井康晴 | 14.5%  |
| 第九話                                                     | 6月09日 | 元女優の詐欺師と演技比べ   | なりすまし詐欺                 | 大岡進   | 15.8%  |
| 第十話                                                     | 6月16日 | 黒崎に逮捕状               | 通信販売詐欺                   | 平野俊一 | 15.4%  |
| 最終話                                                     | 6月23日 | さよなら黒崎               | フランチャイズチェーン開業詐欺 | 石井康晴 | 16.9%  |
| 平均視聴率 15.7%（視聴率は関東地区・ビデオリサーチ社調べ） |         |                            |                                |          |        |

## DVD
『クロサギ』DVD-BOX初回限定版
2006年9月22日（金）発売。
初回限定特典 不明
映像特典
1. メイキング風景
2. 「クロサギ」制作発表の様子
3. 出演者インタビュー!（山下智久・堀北真希）
4. クランクアップ集（山下智久・堀北真希ほか主要キャストのクランクアップ時の模様を完全公開!）
5. ドラマ放送前にTBSで放送されたナビゲート番組・情報番組の内容の他、山下智久・堀北真希ら出演者の方々の未公開映像も豪華に収録!

収録
- 本編：510分（1巻 - 4巻）
- 映像特典：約100分（5巻）